# 孙燕姿
孫燕姿（英語：Stefanie Sun Yanzi，1978年7月23日—），新加坡華裔女歌手。2000年以同名專輯《孫燕姿》在台灣出道，憑藉閩南語童謠改編的《天黑黑》一曲成名，2001年拿下包括台灣金曲獎等多個最佳新人奖，而後進入中國大陸娛樂圈和香港娛樂圈。孫燕姿至今获得共7次IFPI香港唱片銷量大獎、5次MTV亞洲大獎及1次MTV日本音樂錄影帶大獎，在亚洲唱片总销量超过三千万张；其實體和數位專輯在華人地區皆有傲人的成績，是華人音樂圈唱片銷量最高的新馬女歌手。孫燕姿曾6度提名金曲獎最佳國語女歌手獎，並於2005年以專輯《Stefanie》獲獎。

## 生平

### 出道前
孙燕姿生於新加坡，籍貫位於廣東潮州，父親孫耀宏是南洋理工大学教授，母親在工藝學校執教，家教甚嚴，有一姊一妹。父親是孫燕姿音樂的啟蒙者，孫燕姿從小熱愛音樂，5歲開始學習鋼琴，奠定了日后的音乐基础。為弥补消瘦的身躯，也学习了不少运动，如游泳、搏击、籃球等。孫燕姿10岁時第一次在舞台上唱歌，並獲得過英国皇家业余八级钢琴文凭。初级学院时期，父母一直希望孙燕姿可以考上南洋理工大学，孙燕姿亦顺利考上該大学行銷學系，在2000年從新加坡南洋理工大學行銷學系畢業。
大学时期，曾担任校园乐团主唱，18岁時孫燕姿创作了第一首歌曲《Someone》（而後中文版《知道的请告诉我》由鄭秀文演唱，收录於其2000年的專輯《去愛吧》）。母亲後來为孫燕姿报名李偉菘音乐学校，学习唱歌。1998年，即将上任台湾华纳音乐董事长的周建辉到访李伟菘音乐学校，探班正在新加坡录音的香港天后郑秀文，当时华纳有意从各地发掘新人，李伟菘安排数位表现较好的学员唱歌，其中孙燕姿的独特嗓音和扎实音乐功底立刻引起了华纳的高度兴趣，表示要签她。但由于孙父坚持如果要专心唱歌就要先把大学专心念完，因此華納决定等孫燕姿两年，并积极准备推出这个重量级的新人。

### 2000年－2002年：一鳴驚人
經過了兩年的籌備，首張同名專輯《孙燕姿》於2000年6月發行，專輯的精心製作，加上孫燕姿的獨特聲線，使得她憑首張專輯就一炮而紅。人們很快便記住了這位來自新加坡，彈著鋼琴、唱著《天黑黑》的22歲女生。孫燕姿的首張專輯在台灣大賣33萬張，一舉奪下台灣2000年度唱片銷量總冠軍。同年12月，發行第二張專輯《我要的幸福》，創下2天3萬張的唱片預購新紀錄，正式推出後大賣38萬張，再度拿下台灣2001年度专辑销售第一名。加上廣告代言等邀約不斷，人氣與唱片銷量之強勁，迅速奠定了她小天后的地位。
2001年，孫燕姿憑藉前兩張專輯一共獲得第12屆金曲獎6項提名，最終憑藉首張專輯以1票之差打敗周杰倫，奪下最佳新人獎；其歌曲《天黑黑》、《我要的幸福》也分別獲得最佳作曲人、最佳編曲人獎項。同年7月，孫燕姿發行第三張專輯《风筝》，直追前兩張專輯的成功，此專輯銷量再度突破33萬張，也連同前兩張專輯成為台灣21世紀最暢銷專輯之三，並為自己在台灣締造了第一個100萬的累積銷售成績。
2002年1月，孫燕姿發行第四張專輯《Start自選集》，此專輯收錄多首對她自己音樂之路有影響力的中、英文歌曲，孫燕姿的重新演繹不但不亞於原唱者，更以自身獨特的詮釋賦予原曲新的生命。同期間於台北市立体育场舉辦「Start世界巡迴演唱會」，開啟了孫燕姿首次亚洲巡迴演唱會之旅。不到半年的時間，同年5月孫燕姿再推出第五張個人專輯《Leave》，並為專輯特別舉辦了MSN線上演唱會，該次演出是聯合MSN平台以網路付費直播的方式呈現。
這段期間所發行的專輯也收錄了幾首她自己的作品，顯示了她的創作才華；再加上熟練的鋼琴演奏，孫燕姿獲得了“音樂精靈”、“音樂才女”等讚譽。
在2002年，孫燕姿首次登上中国中央电视台春晚舞台，献唱《与世界联网》。同年10月，登上《亞洲週刊》封面，周刊以十大页篇幅深度剖析亚洲出现的“孙燕姿现象”，与同年出道的“周杰伦现象”并列，媒体使用“男有周杰伦，女有孙燕姿”来评价21世纪初的华语流行音乐市场，如2002一整年台灣唱片的销售量，他们两人的专辑佔了近40%。

### 2003年：暫別歌壇
2003年1月，发行第六张专辑《未完成》，并邀请日本歌手仓木麻衣合作两首歌曲：《My Story, Your Song》和《Tonight, I feel close to you》，分别收录在各自的专辑當中。《未完成》推出後僅12天便在台灣賣破25萬張，大陸突破70多萬張，全亞洲銷量突破100萬張。
同年8月，发行第七张专辑《The Moment》，收录5首歌曲与15首精选歌曲，專輯發行首日台灣便賣出20萬張，最終全亞洲銷量更衝破150萬張。專輯發行後不久孫燕姿便公開聲明將“休息”一年。
同年，自立門戶成立經紀及製作公司「Make Music」。

### 2004年－2007年：再攀巅峰

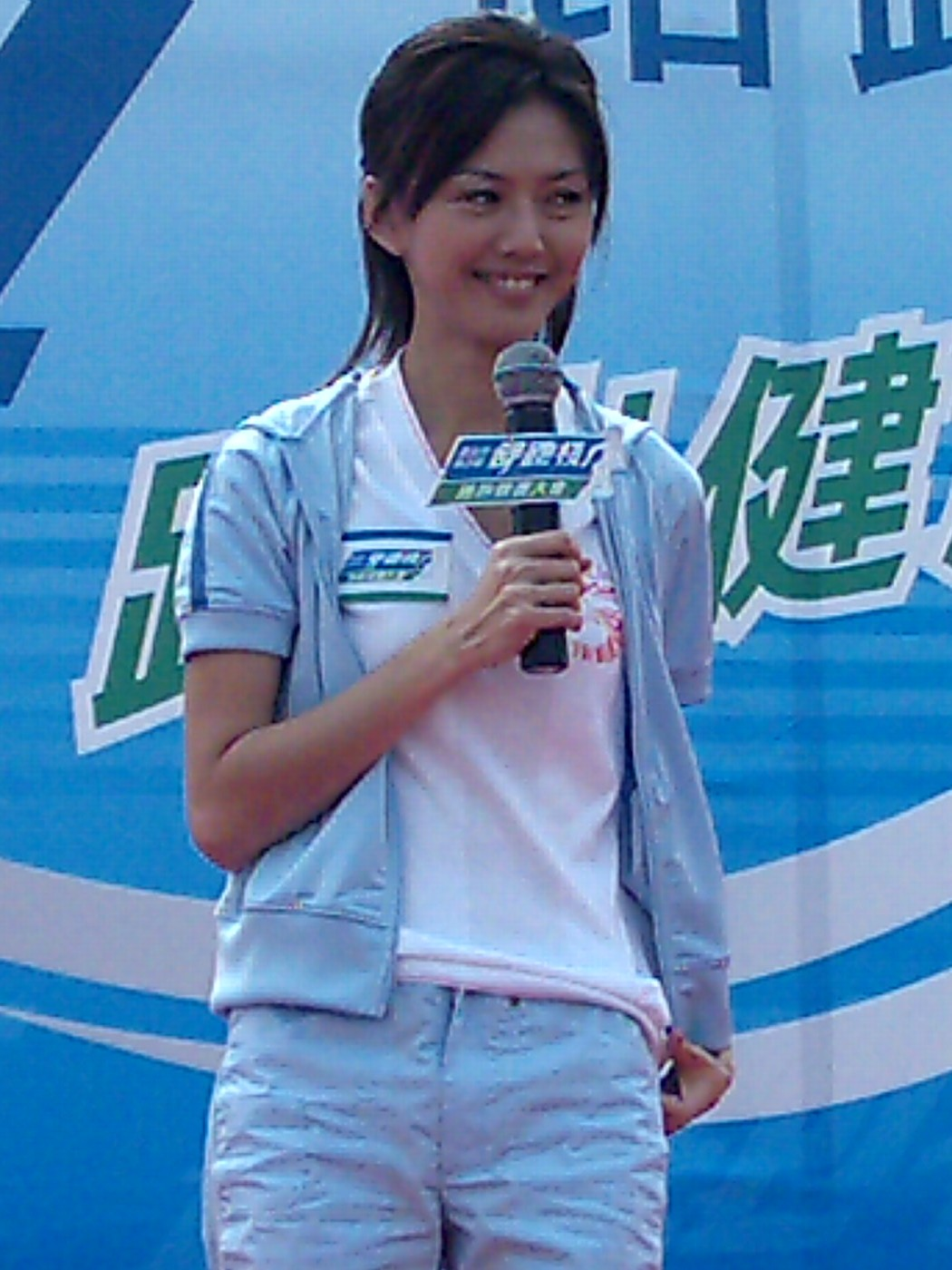
2005年為第三屆舒跑杯路跑賽代言。

2004年10月，發行第八張專輯《Stefanie》重返樂壇，專輯在全亚洲熱賣220万张。孫燕姿並憑藉此專輯於隔年台灣第16届金曲奖獲得最佳國語女演唱人獎，不僅成為金曲獎首位獲得最佳新人獎後最快再獲獎的女歌手，也創下金曲獎歷屆最佳新人中最快再獲得最佳歌手獎項的紀錄，堪稱“金曲新人王”。
2005年，获得新加坡南洋理工大学创校50周年杰出青年校友奖，受邀为在澳门举行的第四届东亚运动会开幕式演唱《梦不落》和《遇见》。9月，開啟第二次巡演「孫燕姿世界巡迴演唱會」，並首次站上香港红馆开唱，一连兩场的门票迅速售罄，因票房火爆，應觀眾要求加演兩場。10月发行第九张专辑《完美的一天》，专辑中呈现了很多不同以往的内容，除了与新制作人合作，在创作与乐风上也大量使用了新元素，整张专辑的曲风囊括了流行、摇滚、电子、Lounge Music等等，做了许多新的尝试。
2006年，获得新加坡十大杰出青年。7月，成為首位在台北小巨蛋開唱的女歌手。同年9月17日，孫燕姿於香港召開記者會宣告轉換東家，加入國會唱片及香港金牌娛樂，而金牌娛樂亦屬孫燕姿在香港的經理人公司。
2007年，荣膺年度新加坡杰出青年奖，为东南亚国家联盟40周年庆典献唱主题曲《Rise》。3月发行第十張专辑《逆光》，以13.5万张销量获得台湾2007年度专辑销售第三名。这一年的各地颁奖典礼中，《逆光》表现抢眼，如在MTV亚洲大奖中，第五次拿下地区最受欢迎歌手奖；全球华语歌曲排行榜颁奖盛典中，第五次拿下压轴大奖-最受欢迎女歌手奖；在IFPI香港唱片销量大奖中，连续第七年获得十大国语唱片销量大奖（2001-2007）；在香港作曲家及作词家协会颁发的CASH金帆音乐奖中，第三次拿下最佳女歌手演绎奖，再次创下了国语女歌手之最高记录。

### 2008年－2010年：熱心公益
2008年，受邀参与演唱了北京奥组委推介的四首奥运会官方歌曲，为女歌手之最，并参与奥运会闭幕式演出，在压轴歌曲《远方的客人请你留下来》中，作为海外华人唯一的代表参与演唱。奥组委文化活动部处长王平久与燕姿见面，感谢燕姿对奥运的支持，燕姿参加了北京奥运会倒计时100天和倒计时10天的央视晚会、奥运圣火境内首传地三亚市的文艺庆祝活动。同年，作为第二届亚洲电影节唯一受邀表演嘉宾，用国语、粤语、韩语等不同语言献唱5首组曲。
这一年，孙燕姿也积极致力于慈善事业，亲自探访印度尼西亚的海啸受灾地区、中国河北寄宿学校、中国汶川地震受灾地区，以及印度、刚果、尼日尔的贫困地区。
2009年，孙燕姿举行了第三次世界巡演「答案是世界巡迴演唱會」，此次演唱会采用大制作，成本超过1亿新台币，舞台效果更是让人惊艳，钻石型切割舞台，空飘钢琴，水母灯，“超现实光影雕刻”，用投影的效果，重新塑造舞台的不同面向，虚拟和真实完美的结合在一起，给人一场新的视觉盛宴。继台北小巨蛋场结束以后，在上海八万人体育场、北京工人体育场、成都体育中心（四万人体育场）等极少有人可以成功挑战的场地都获得极大成功，场地爆满，票房表现优异。
2010年，开始担任新加坡旅游局代言人。在音乐风云榜十年盛典上获得十年十大最具影响力音乐人物以及十年港台十大金曲。在香港、新加坡、北京、美国拉斯维加斯等地完成个人第三次世界巡演。

### 2011年 - 2012年：復出、结婚生子
2011年1月28日，滾石移動成立的唱片公司美妙音樂發佈一封致媒體公開信，宣佈孫燕姿正式加盟美妙音樂，實體唱片將由美妙音樂發行，數位音樂由滾石移動發行。美妙音樂同時也和孫燕姿个人音乐公司Make Music合作，於2011年3月8日發行睽違歌壇四年的第11張專輯《是時候》。孫燕姿首次擔綱專輯製作人，從選歌、編曲、混音到後期製作都親自參與。最终专辑以8.5万张的销量获得台湾2011年度专辑销售第二名、女歌手之冠；此专辑亦为中国大陆2011年度销量最高专辑。同年11月12日，孫燕姿以《是時候》專輯獲得第17屆新加坡金曲獎最佳專輯製作人、最受歡迎女歌手、亞洲傳媒大獎、榜上風光獎、933醉心龍虎榜頂尖金曲和933醉心龍虎榜頂尖金曲十大金曲（《當冬夜漸暖》）共6項大獎。
2012年台灣第23屆金曲獎入圍名單公布，孫燕姿以《是時候》第六次角逐最佳國語女歌手獎。

### 2013年至今：再返歌坛
2013年9月3日，孫燕姿在新加坡卡佩拉飯店舉行亞洲記者招待會，正式宣布加盟環球唱片。10月27日公布「克卜勒世界巡迴演唱會」預告影片，演唱會首站將於2014年2月14、15日在台北小巨蛋舉行，11月8日正式售票，两场演唱会門票仅在46分钟就售完。
2014年2月27日，正式发行产后复出的首張專輯《克勒》，首波同名主打單曲《克卜勒》空降全亞洲iTunes冠軍。結束新專輯宣傳期後繼續在各地展開「克卜勒世界巡迴演唱會」。6月11日孫燕姿在微博透露患重感冒，6月21日在中國重慶站演唱會結束後體力透支，被工作人員送到醫院休養。7月5日在新加坡国家体育场开唱，孫燕姿成为首位站上該場地开唱的新加坡女歌手。7月22日孫燕姿為悼念马来西亚航空17号班机空难，決定推遲演唱會。同年11月7日，孫燕姿以《克卜勒》專輯獲得第19屆新加坡金曲獎最佳專輯獎、最佳演繹女歌手獎、最受歡迎女歌手獎、933醉心龍虎榜頂尖金曲（《天使的指紋》）共4項大獎。
2015年3月5日，發行首張商業單曲《RADIO》。7月11日，歷時17個月的「克卜勒世界巡迴演唱會」結束，此次巡演總動員人數高達82余萬人次，創下大中華地區女歌手演唱會總動員人數之最。
2017年11月9日，孫燕姿發行睽違三年多的錄音室專輯《No. 13作品－跳舞的梵谷》，推出後立即登頂台灣、香港、新加坡、馬來西亞等地iTunes冠軍寶座，孫燕姿在全球iTunes 藝人排名拿下第48名，創下華語女歌手最高紀錄。
2019年擔任《明日之子水晶时代》的星推官，是孫燕姿出道後首度擔任綜藝節目的固定常駐嘉賓。同年6月29日，孫燕姿受邀擔任第30屆金曲獎表演嘉賓，以女性力量做為出發，除了演唱個人作品〈奔〉，也重新演繹了王菲的〈百年孤寂〉、鄭秀文的〈獨一無二〉及張惠妹的〈姐妹〉其他女歌手的經典歌曲。7月23日，數位發行即將邁入出道20週年的全"心"單曲《守護永恆的愛》。
2020年1月1日，在五月天《溫柔 MaydayBlue20th》參與演唱。孫燕姿原訂於2020年6月展開出道20周年「就在日落以前」巡迴演唱會，但因2019冠状病毒病疫情擱置。不過在6月9日出道20周年當天，孫燕姿無預警直播「20周年線上演唱會」，演唱多首經典歌曲並與觀眾線上互動。
2020年1月底，孫燕姿和林俊傑合作疫情公益歌曲《STAY WITH YOU》。同年8月，二人在新加坡國慶日首次表演這首歌曲。
2021年1月底，孫燕姿推出睽違19年的全詞曲創作單曲《餘額》。
2022年5月27日，舉辦「你好嗎?——孫燕姿抖音線上唱聊會」，吸引共2.4億觀看人數。
2024年10月14日，孙燕姿宣布将于2025年举办「就在日落以後巡迴演唱會」，自2025年4月5日和6日在新加坡室内体育馆起跑，这也是她时隔十年再次举办个人演唱会。

## 個人生活
2011年3月31日，孫燕姿與荷蘭籍印尼裔男友纳迪姆（Nadim van der Ros，1977年4月15日－）在婚姻註冊局網站註冊結婚，同年5月8日在新加坡举办婚礼。
2012年5月7日，孫燕姿親自宣布懷孕喜訊，同年10月30日在新加坡自然產下一子。
2018年1月25日，孫燕姿證實懷有第二胎，同年7月25日誕下一女。

## 特殊事件

### 簽唱會槍擊事件
2000年7月13日，孫燕姿在台灣桃園縣中壢市（今桃園市中壢區）的太平洋崇光百貨中壢店舉行簽唱會，剛開始簽名時，台下一名男子衝上台對空鳴槍，現場隨即陷入一片混亂，男子被工作人員奪槍制伏，之後桃園縣政府警察局中壢分局中福派出所獲報将其逮捕。經過警方調查，陳姓男子所持槍枝只是玩具槍，在問訊過程中坦承自己失業又負債，才會臨時起意挾持孫燕姿勒索錢財，沒有傷害她的意圖。這是台灣第一宗歌手簽唱會槍擊事件。

### 埃及事件
2007年2月22日，孫燕姿前往埃及開羅拍攝〈逆光〉的MV，2月26日傳出遭黑道恐嚇，EMI/國會唱片總經理陳澤杉受訪時僅表示孫燕姿受到很大的驚嚇，向駐當地新加坡大使館求助，被安置在安全處所。2月27日陳澤杉召開記者會，宣稱於埃及遭到地陪恐嚇勒索、強迫刷卡以及和當地導遊發生金錢糾紛。但由於唱片公司說法反反覆覆、導演失蹤、孫燕姿未返台、工作人員避談等跡象，陳澤杉開始被質疑在「炒新聞」，埃及事件也就此成謎。3月10日受訪時孫燕姿表示報導的確過於誇大，只是工作人員和當地人一些事情沒有達到共識。3月26日承辦孫燕姿一行人到埃及的太陽帝國旅行社負責人哈立德，在網路上說明整起事件原委，當地導遊在隔天接受電話訪問也表示，從未發生亮槍恐嚇事件，直指有人為宣傳說謊；陳澤杉對此表示，兩方說法有落差，需要再調查。2008年陳澤杉離開EMI唱片公司後，有知情人士透露埃及事件是陳澤杉當初策劃的宣傳手法。此事件之后孙燕姿有四年未发专辑，而在两年后孙燕姿才在訪談中首度提及该事件，並委婉表示自己对现行唱片销售手法已不认同。

## 音樂作品
- 孫燕姿（2000）
- 我要的幸福（2000）
- 風箏（2001）
- Start自選集（2002）
- Leave（2002）
- 未完成（2003）
- The Moment（2003）
- Stefanie（2004）
- 完美的一天（2005）
- 逆光（2007）
- 是時候（2011）
- 克勒（2014）
- No. 13作品－跳舞的梵谷（2017）

## 巡迴演唱會

### 巡迴演唱會
- Start世界巡迴演唱會（2002－2004年）（7場）
- 孫燕姿世界巡迴演唱會（2005－2006年）（11場）
- 答案是世界巡迴演唱會（2009－2010年）（13場）
- 克卜勒世界巡迴演唱會（2014－2015年）（28場）
- 就在日落以後巡迴演唱會（2025－2026年）（18場）

### 其它演唱会
| 时间           | 地點                | 演唱会                       |
| -------------- | ------------------- | ---------------------------- |
| 2000年12月1日  | 台北                | 「我要的幸福」萬人演唱會     |
| 2001年7年14日  | 高雄                | 「风筝」新歌發表會           |
| 2002年1月10日  | 台北                | 「Start」电视演唱会          |
| 2002年6月8日   | MSN平台             | MSN線上演唱會                |
| 2003年1月11日  | 台中                | 「未完成」新歌發表會         |
| 2003年8月15日  | 台北                | The Moment演唱会             |
| 2003年9月30日  | 香港                | 遇见孙燕姿音乐会             |
| 2004年11月13日 | 台北                | Stefanie演唱会               |
| 2007年4月21日  | 台北                | 逆光庆功演唱会               |
| 2007年5月5日   | 香港                | 叱咤903拉阔音乐会            |
| 2008年1月13日  | 馬來西亞            | 拥抱绿光拉阔演唱会           |
| 2020年6月9日   | YouTube平台         | 出道20週年線上Live音樂會     |
| 2020年10月24日 | YouTube、QQ音樂平台 | 線上音樂會2.0                |
| 2021年9月9日   | 抖音平台            | 抖音夏日歌會                 |
| 2022年5月27日  | 抖音平台            | 你好嗎？孫燕姿抖音線上唱聊會 |

## 影視作品
| 年份 | 片名     | 角色     | 備註                 |
| ---- | -------- | -------- | -------------------- |
| 2002 | 紫色角落 | 外賣小妹 | 電視劇，客串演出     |
| 2008 | 12莲花   | 觀音     | 電影，客串歌仔戲演出 |
| 2023 | 要久久愛 | 孫燕姿   | 電視劇，客串演出     |

## 書籍
| 出版日期      | 書名                     | 出版社       | ISBN               |
| ------------- | ------------------------ | ------------ | ------------------ |
| 2002年6月14日 | 《孫燕姿自選集樂譜NO.1》 | 尖端出版     | ISBN 9789863048022 |
| 2003年1月25日 | 《孫燕姿未完成寫真樂譜》 | warner music | ISBN 5050466367877 |

## 獲獎、提名等紀錄
- 孙燕姿迄今共获得2座台灣金曲奖，并且是第一位新加坡歌后及金曲新人王（最佳新人+最佳女歌手）。
- 2005MTV日本录影带奖最佳大中华艺人
- 5次获得MTV亚洲大奖
- 2001~2007連續7年共9張唱片获得香港IFPI十大销量国语唱片奖
- 2度赢得台湾唱片销量年度总冠军，2011年中国大陆銷量總冠軍。
- 台灣Hito流行音樂獎:2004、2006、2008、2018年獲Hito最受歡迎流行女歌手
- 第8,9,11,21屆新加坡詞曲版權協會頒獎禮（Compass Awards）:最佳本地歌手
- 在MusicRadio中国TOP排行榜中，从2003年举行第一届至2006年第四届，连续4年拿下大奖：三次最受欢迎女歌手、一次年度最畅销女歌手、三次港台最佳唱片。
- 2015韓國Mnet亞洲音樂大獎MAMA亞洲最佳歌手(新加坡)
- 香港十大中文金曲:2002至2006連續五年獲全國最受歡迎女歌手(1金3銀1銅)及2015第37屆全國最佳女歌手，为女歌手之最。
- 新加坡金曲獎最佳本地女歌手及最受歡迎女歌手皆為五次、最佳演繹女歌手2次。至2014年停辦為止，共獲39座新加坡金曲獎。
- 中華音樂人交流協會年度十大單曲5首、十大專輯2張。
- 全球華語歌曲排行榜:最受歡迎女歌手2002、2003、2004、2006、2007共五次；新加玻地區傑出歌手獎:2002、2003、2004、2006、2007共五次。
- 孫燕姿具有台灣三金表演成就:金曲獎2次、金馬獎1次、金鐘獎1次。

## 派台歌曲成績（香港）
| 派台歌曲成績（四台） | 派台歌曲成績（四台） | 派台歌曲成績（四台） | 派台歌曲成績（四台） | 派台歌曲成績（四台） | 派台歌曲成績（四台） | 派台歌曲成績（四台）       | 派台歌曲成績（四台）       |      |
| -------------------- | -------------------- | -------------------- | -------------------- | -------------------- | -------------------- | -------------------------- | -------------------------- | ---- |
| 唱片                 | 歌曲                 | 903                  | RTHK                 | 997                  | TVB                  | 備註                       | 備註                       |      |
| 2000年               |                      |                      |                      |                      |                      |                            |                            |      |
| 孫燕姿               | 天黑黑               | 2                    | 3                    | -                    | -                    |                            |                            |      |
| 孫燕姿               | 超快感               | 17                   | -                    | -                    | -                    |                            |                            |      |
| 我要的幸福           | 開始懂了             | 20                   | -                    | -                    | -                    |                            |                            |      |
| 2001年               |                      |                      |                      |                      |                      |                            |                            |      |
| 我要的幸福           | 我要的幸福           | 2                    | 6                    | -                    | -                    |                            |                            |      |
| 我要的幸福           | 難得一見             | 17                   | -                    | -                    | -                    |                            |                            |      |
| 風箏                 | 風箏                 | 7                    | -                    | -                    | -                    |                            |                            |      |
| 風箏                 | 綠光                 | 8                    | 18                   | -                    | -                    |                            |                            |      |
| 2002年               |                      |                      |                      |                      |                      |                            |                            |      |
| Start                | 橄欖樹               | 20                   | -                    | 8                    | 9                    | 翻唱齊豫作品               | 翻唱齊豫作品               |      |
| Leave                | 懂事                 | 18                   | -                    | -                    | -                    |                            |                            |      |
| Leave                | 我不愛               | 9                    | 9                    | -                    | -                    |                            |                            |      |
| Leave                | 直來直往             | -                    | 7                    | -                    | -                    |                            |                            |      |
| 2003年               |                      |                      |                      |                      |                      |                            |                            |      |
| 未完成               | 神奇                 | 1                    | 3                    | 8                    | 8                    | 首支冠军歌                 | 首支冠军歌                 |      |
| 未完成               | 我不難過             | 18                   | 5                    | -                    | -                    |                            |                            |      |
| The Moment           | 太陽底下             | ×                    | 3                    | ×                    | ×                    | 2003香港電台太陽計劃主題曲 | 2003香港電台太陽計劃主題曲 |      |
| The Moment           | 遇見                 | 4                    | 1                    | 6                    | -                    |                            |                            |      |
| The Moment           | 懶得去管             | 13                   | -                    | -                    | -                    |                            |                            |      |
| 2004年               |                      |                      |                      |                      |                      |                            |                            |      |
| Stefanie             | 我的愛               | 11                   | 1                    | -                    | 8                    |                            |                            |      |
| 2005年               |                      |                      |                      |                      |                      |                            |                            |      |
| Stefanie             | 慢慢來               | 1                    | 11                   | -                    | -                    |                            |                            |      |
| 完美的一天           | 完美的一天           | 11                   | 1                    | -                    | -                    |                            |                            |      |
| 2006年               |                      |                      |                      |                      |                      |                            |                            |      |
| My Story, Your Song  | 雨天                 | -                    | 11                   | -                    | -                    |                            |                            |      |
| 2007年               |                      |                      |                      |                      |                      |                            |                            |      |
| 逆光                 | 逆光                 | 2                    | 8                    | -                    | -                    |                            |                            |      |
| 逆光                 | 我懷念的             | 1                    | 2                    | -                    | 1                    | 首支两台冠军歌             | 首支两台冠军歌             |      |
| 逆光                 | 咕嘰咕嘰             | -                    | 9                    | -                    | -                    |                            |                            |      |
| 2011年               |                      |                      |                      |                      |                      |                            |                            |      |
| 是時候               | 世說心語             | -                    | 13                   | -                    | -                    |                            |                            |      |
| 是時候               | 當冬夜漸暖           | 19                   | 8                    | -                    | -                    |                            |                            |      |
| 2014年               |                      |                      |                      |                      |                      |                            |                            |      |
| 克勒                 | 克勒                 | 2                    | 5                    | -                    | -                    |                            |                            |      |
| 克勒                 | 無限大               | -                    | 17                   | -                    | -                    |                            |                            |      |
| 2015年               |                      |                      |                      |                      |                      |                            |                            |      |
| Radio                | Radio                | -                    | -                    | -                    | -                    |                            |                            |      |
| 2016年               |                      |                      |                      |                      |                      |                            |                            |      |
| 彩虹金剛             | 彩虹金剛             | -                    | -                    | 3                    | ×                    |                            |                            |      |
| 2017年               |                      |                      |                      |                      |                      |                            |                            |      |
| 跳舞的梵谷           | 跳舞的梵谷           | -                    | -                    | 3                    | ×                    |                            |                            |      |
| 跳舞的梵谷           | 我很愉快             | -                    | -                    | -                    | ×                    |                            |                            |      |
| 跳舞的梵谷           | 風衣                 | -                    | -                    | -                    | ×                    |                            |                            |      |
| 2019年               |                      |                      |                      |                      |                      |                            |                            |      |
|                      | 守護永恆的愛         | -                    | -                    | -                    | ×                    |                            |                            |      |
| 派台歌曲成績（五台） |                      |                      |                      |                      |                      |                            |                            |      |
| 唱片                 | 歌曲                 | 903                  | RTHK                 | 997                  | TVB                  | ViuTV                      | 備註                       | 備註 |
| 2021年               |                      |                      |                      |                      |                      |                            |                            |      |
|                      | 匿名萬歲             | -                    | -                    | -                    | ×                    | ×                          |                            |      |
|                      | 世界終結前一天       | -                    | -                    | -                    | ×                    | ×                          |                            |      |
| 2024年               |                      |                      |                      |                      |                      |                            |                            |      |
|                      | 樣子                 | -                    | -                    | -                    | -                    | -                          |                            |      |

| 各台冠軍歌總數 | 各台冠軍歌總數 | 各台冠軍歌總數 | 各台冠軍歌總數 | 各台冠軍歌總數 | 各台冠軍歌總數    | 各台冠軍歌總數    | 各台冠軍歌總數 |
| -------------- | -------------- | -------------- | -------------- | -------------- | ----------------- | ----------------- | -------------- |
| 四台a          | 903            | RTHK           | 997            | TVB            | 備註              | 備註              | 備註           |
| 四台a          | 3              | 3              | 0              | 1              | 四台冠軍歌總數：0 | 四台冠軍歌總數：0 |                |
| 五台b          | 903            | RTHK           | 997            | TVB            | ViuTV             | 備註              |                |
| 五台b          | 0              | 0              | 0              | 0              | 0                 | 五台冠軍歌總數：0 |                |

- （*）上榜中
- （-）未能上榜
- （×）沒有派往該台
- ^  注解a：包括2021年後的冠軍歌曲
- ^  注解b：2021年起